# Otter Tail County
Otter Tail County är ett administrativt område i delstaten Minnesota i USA, med 57 303 invånare.  Den administrativa huvudorten (county seat) är Fergus Falls.

## Politik
Otter Tail County tenderar att rösta republikanskt. Republikanernas kandidat har vunnit countyt i samtliga presidentval sedan valet 1936. Sedan 1900 har demokraternas kandidat vunnit countyt endast två gånger (valen 1912 och 1932). Vid övriga presidentval under perioden har countyt vunnits av republikanernas kandidat. I valet 2016 vann republikanernas kandidat med 64,4 procent av rösterna mot 28,7 för demokraternas kandidat, vilket är den största segern i countyt för en kandidat sedan valet 1956.

## Geografi
Enligt United States Census Bureau har countyt en total area på 5 762 km². 5 127 km² av den arean är land och 635 km² är vatten.

### Angränsande countyn
- Becker County - norr
- Wadena County - nordost
- Todd County - sydost
- Douglas County - söder
- Grant County - sydväst
- Wilkin County - väst
- Clay County - nordväst

### Orter
- Battle Lake
- Bluffton
- Fergus Falls (huvudort)
- Pelican Rapids
- Wadena (delvis i Wadena County)